# ヴェラ・ラルストン

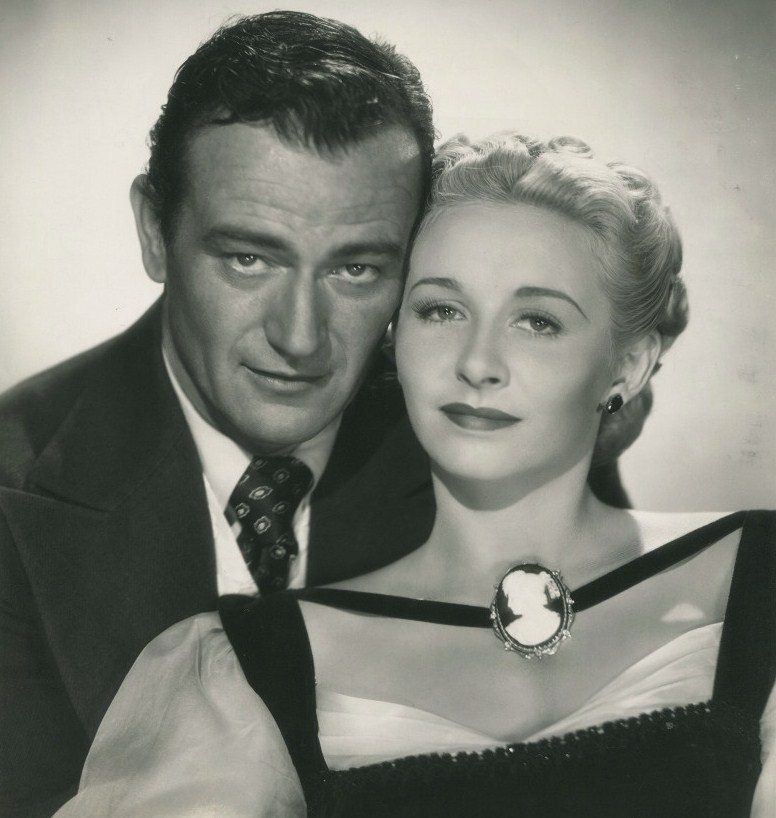
ジョン・ウェインとともに。『ダコタ荒原』（1945年）の宣材写真

ヴェラ・ラルストン（Vera Ralston, 本名：Věra Helena Hrubá, 1919年7月12日 - 2003年2月9日）はフィギュアスケート選手。後に女優。
チェコスロヴァキアのプラハの裕福な宝石商の家庭に生まれる。1930年代にはフィギュアスケート選手として活躍し、1936年のヨーロッパフィギュアスケート選手権で15位、同年のガルミッシュパルテンキルヒェンオリンピックに15歳でチェコスロヴァキア代表として出場し17位となる。この時、アドルフ・ヒトラーに会う機会があり、ヒトラーに「鉤十字のためにスケートをしてもらえるか」と聞かれ、彼女は「鉤十字の上を滑る方がいい」と答えたという。
翌1937年のヨーロッパ選手権では7位となった。
第二次世界大戦が勃発すると1940年代にアメリカに移住。1943年にリパブリック・ピクチャーズと契約してハリウッド映画に出演するようになる。出演作品としてはジョン・ウェインと共演した「ダコタ荒原」や「ケンタッキー魂」などがある。1952年にリパブリック・ピクチャーズのオーナーであったハーバート・J・イエーツと結婚。1958年に女優業を引退した。

## 主な出演映画
- ダコタ荒原 Dakota (1945)
- アマゾンの美女 Angel on the Amazon (1948)
- ケンタッキー魂 The Fighting Kentuckian (1949)
- 暴力帝国 Hoodlum Empire (1952)
- ジャバへの順風 Fair Wind to Java (1953)
- テキサス街道 Jubilee Trail (1954)
- 野性地帯 Timberjack (1955)